# Ліхтайни (Ольштинський повіт)
Ліхтайни (пол. Lichtajny, нім. Lichteinen bei Hohenstein) — село в Польщі, у гміні Ольштинек Ольштинського повіту Вармінсько-Мазурського воєводства.
Населення — 206 осіб (2011).

## Демографія
Демографічна структура станом на 31 березня 2011 року:
|          | Загалом | Допрацездатний вік | Працездатний вік | Постпрацездатний вік |
| -------- | ------- | ------------------ | ---------------- | -------------------- |
| Чоловіки | 104     | 30                 | 64               | 10                   |
| Жінки    | 102     | 27                 | 55               | 20                   |
| Разом    | 206     | 57                 | 119              | 30                   |